# Ozouer-Courquetaine
Ancienne commune de Seine-et-Marne, la commune de Ozouer-Courquetaine a existé de 1973 à 1982. Elle a été créée en 1973 par la fusion des communes d'Ozouer-le-Voulgis et de Courquetaine. En 1982 elle a été supprimée et les deux communes constituantes ont été rétablies.